# 泰爾沙基夫
49°30′46″N 23°45′27″E / 49.51278°N 23.75750°E
泰爾沙基夫（烏克蘭語：Тершаків），是烏克蘭西部的村莊，隸屬利維夫州的利維夫區。該村始建於1480年，面積2.3平方公里，海拔高度256米，2025年人口40，人口密度每平方公里48.7人。